# Município de Clay (condado de Montgomery, Ohio)
Localização do Ohio nos E.U.A.
O município de Clay (em inglês: Clay Township) é um local localizado no condado de Montgomery no estado estadounidense de Ohio. No ano 2010 tinha uma população de 8847 habitantes e uma densidade populacional de 90,65 pessoas por km².

## Geografia
O município de Clay encontra-se localizado nas coordenadas 39° 52′ 32″ N, 84° 25′ 35″ O. Segundo a Departamento do Censo dos Estados Unidos, o município tem uma superfície total de 97.59 km², da qual 97,59 km² correspondem a terra firme e (0 %) 0 km² é água.

## Demografia
Segundo o censo de 2010, tinha 8847 pessoas residindo no município de Clay. A densidade de população era de 90,65 hab./km².